# Valentine Pääbo Laroche
Valentine Pääbo Laroche, född 1908 i Otepää i Estland i Kejsardömet Ryssland, död okänt år, var en estländsk-svensk målare.
Laroche studerade vid konstakademien i Tartu och under vistelser i Paris. Hon kom till Sverige i samband med andra världskriget. Hon medverkade i utställningar tillsammans med andra estländska konstnärer på olika platser i landet. Hennes konst består av porträtt, gatumotiv och landskapsmålningar.  
Laroche var faster till Ilon Wikland, och när Wikland som 14-åring flydde från Estland till Sverige hjälpte Laroche henne och lät henne bo i sin lägenhet på Odengatan. Via fasterns kontakter antogs Wikland som elev på Akke Kumliens skola för bok- och reklamkonst.